# 巨頜鱷屬
巨頜鱷屬是鱷形超目的一屬，生存於侏羅紀後期的牛津階至提通階中段。化石最初發現於美國懷俄明州（當時仍稱為懷俄明領地）的科摩崖，後來在科羅拉多州西部的化石重鎮弗魯塔也有發現紀錄，這兩個地點發現的巨頜鱷化石均來自莫里遜組地層上部的 Brushy Basin 段（侏羅紀後期至末期）。

## 發現歷史與分類學

### 早期分類
19世紀的美國古生物學家奧塞內爾·查利斯·馬什是第一個正式發表巨頜鱷的科學家，當時命名的依據是來自一具保有牙齒的下顎化石（重建後的下顎長約20公分）。這具正模標本後來被保存於皮博迪自然史博物館（編號 YPM 1415）。以當時古生物學的發展程度而言，只憑下顎能得到的資訊非常有限，尤其在1884年正式發表在美國科學期刊上的論文全部的內容只有一頁，文中馬什認為這具堅固且厚實的下顎化石既不屬於鳥類或翼龍，結構也有異於蛇類或蜥蜴，排除以上的可能以及和其他化石的比對，他認為應該屬於侏羅紀時期的一個新種龜類（Chelonian），並且將其命名為 Macelognathus vagans（基本上就是對這具下顎的描述），被歸類至「Macelognatha」目的「Macelognathidae」科。五年後英國古生物學家亨利·尼克森與地質學家理查德·莱德克的共同著作也承襲了馬什的觀點，但是巨頜鱷在這裡被歸類為 Athecata 亞目（今棱皮龜類的異名）。
海伊表示馬什的這具化石（Macelognathus，即巨頜鱷）疑點重重，並將它歸入恐龍總目中。
各界對巨頜鱷的分類一直很有爭議。19世紀末期至20世紀上半葉間，視巨頜鱷為恐龍的觀點盛行。這可以追溯至1890年，德國古生物學家卡爾·傑特在其著作中將巨頜鱷歸類為 Predentata 目（今鳥臀目的異名）的恐龍，隔年他的學生喬治·鮑爾則將巨頜鱷歸類為蜥臀目的虛骨龍科，當時仍沒有人能確定它究竟屬於什麼，這使得此後有很長一段時間，學界紛紛出現不少說法：
| 1900至1970年代學界對巨頜鱷的分類                                 | 1900至1970年代學界對巨頜鱷的分類 | 1900至1970年代學界對巨頜鱷的分類 | 1900至1970年代學界對巨頜鱷的分類 |
| 提出者                                                           | 提出年代                         | 提出的分類                       |                                  |
| ---------------------------------------------------------------- | -------------------------------- | -------------------------------- | -------------------------------- |
| 穆迪（Roy Lee Moodie）                                           | 1908年                           | 恐龍總目                         |                                  |
| 吉爾摩（Charles Whitney Gilmore）                                | 1909年                           | 爬行綱                           |                                  |
| 莫克（Charles Craig Mook）                                       | 1916年                           | 爬行綱                           |                                  |
| 辛普森（George Gaylord Simpson）                                 | 1926年                           | 恐龍總目·鳥臀目                  |                                  |
| 休尼（Friedrich von Huene）                                      | 1956年                           | 恐龍總目·鳥臀目·稜齒龍科         |                                  |
| 羅默（Alfred Sherwood Romer）                                    | 1966年                           | 恐龍總目·鳥臀目·稜齒龍科         |                                  |
| 奧斯特倫姆（John Harold Ostrom） 麥金塔（John Stanton McIntosh） | 1966年                           | 可能為鱷目或始鱷目               |                                  |
| 奧斯特倫姆                                                       | 1971年                           | 鱷目                             |                                  |

### 近期研究

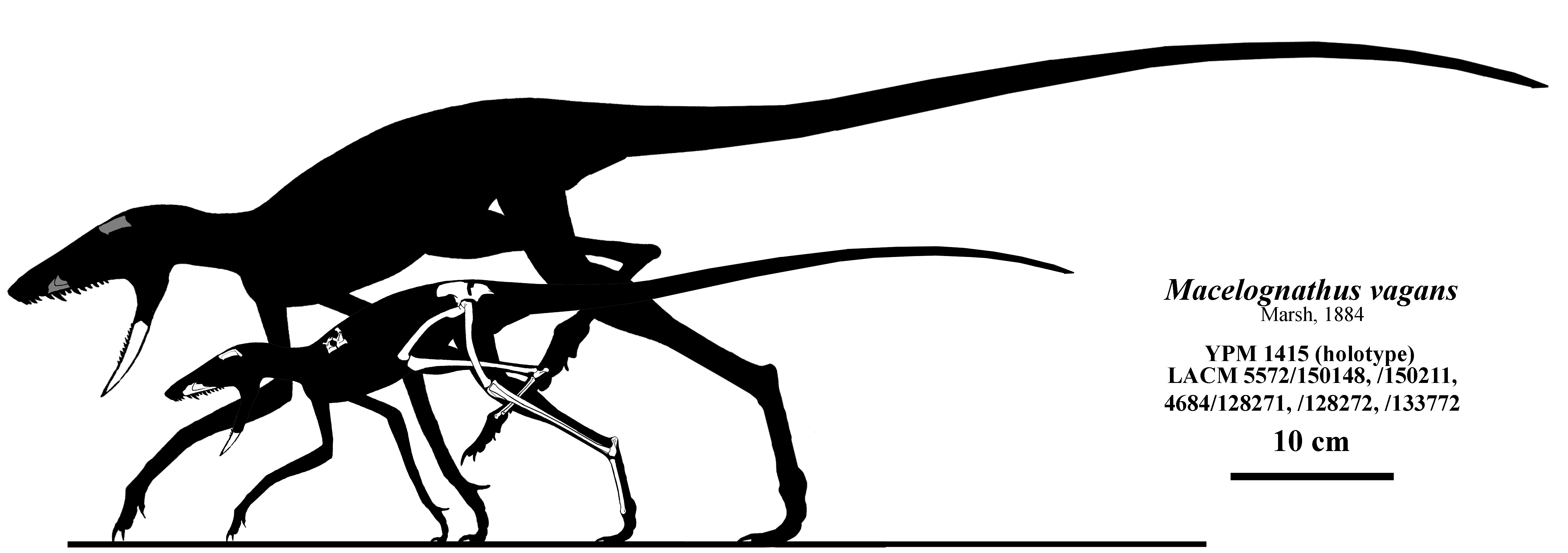
巨頜鱷的骨骼模擬圖，包含正模標本及格里等人描述的標本

近年主要有兩項關於巨頜鱷的研究，當中都有探討其在分類上的地位。

#### 格里等人（2005年）
德國慕尼黑大學地球與環境科學系（Department für Geo- und Umweltwissenschaften）的古生物學家烏蘇拉·格里等人於2005年，根據1970至80年代在美國科羅拉多州的梅薩發現的巨頜鱷化石（現存放於洛杉磯縣自然歷史博物館）進而探討巨頜鱷的分類（以奧斯特倫姆於1971年的研究為依據，見〈1900至1970年代學界對巨頜鱷的分類〉）。格里等人從這些化石得出巨頜鱷可能是四肢纖細的鱷類，除了細長而相對發達的眶前孔、內彎的股骨頭等特徵外，他們認為巨頜鱷大致上和喙頭鱷科動物相同（如骨架的構造），因此將巨頜鱷歸類為喙頭鱷科。
文中的另一個重點在於論及巨頜鱷與其近親跳足鱷的關係，兩者的結構非常相近，但跳足鱷的跟骨較窄，且股骨頭內彎的程度亦不如巨頜鱷。儘管如此，格里等人仍然認為巨頜鱷和跳足鱷有很接近的關係。由於當初馬什在發表時並未說明跳足鱷發現的地層（只有提及是在發現載域龍化石的地層附近）與地理起源，且目前已知的跳足鱷化石中，能和巨頜鱷進行更進一步比對的「重點化石部位」大多不是缺失，就是保存狀況不甚良好（如脛骨兩側），很難斷定究竟巨頜鱷是跳足鱷的近親，或是它的次異名。

#### 萊迪等人（2017年）
接續格里等人的研究，2017年由阿根廷布宜諾斯艾利斯大學「帕布羅·戈羅伯」安地斯研究所（Instituto de Estudios Andinos “Don Pablo Groeber”, IDEAN）的古生物學家胡安·萊迪（Juan Martin Leardi）等人對梅薩出土的巨頜鱷化石做了微電腦斷層掃描，研究指出巨頜鱷的耳孔（otic aperture）大，額骨未融合且顱骨後部無紋飾（ornamentation），顯示巨頜鱷確實是鱷形超目的非鱷形類（non-crocodyliform）成員。此外，巨頜鱷頭部內的構造，如較為擴展且高度氣室化（heavily pneumatized）的基蝶骨（basisphenoid），則可能表示巨頜鱷在鱷形總目家族中是較為進化的一員。
而針對巨頜鱷和跳足鱷的關係，萊迪等人認為跳足鱷確是巨頜鱷的近親，並且和跳足鱷形成姐妹群的演化關係。與格里等人的觀點不同的是，萊迪等人的研究指出巨頜鱷和跳足鱷的姊妹群又和它們的外類群阿爾馬達鱷（Almadasuchus）形成一個共同演化支，也就是跳足鱷科（Hallopodidae）。
三者的演化關係大致如以下的系統發生分類樹（calibrated phylogenetic tree）所示
|  | 阿爾馬達鱷屬 Almadasuchus                                                    |
|  |                                                                              |
|  | \| \| 跳足鱷屬 Hallopus \| \| \| \| \| \| 巨頜鱷屬 Macelognathus \| \| \| \| |
|  |                                                                              |
|  | 跳足鱷屬 Hallopus                                                            |
|  |                                                                              |
|  | 巨頜鱷屬 Macelognathus                                                       |
|  |                                                                              |

|  | 跳足鱷屬 Hallopus      |
|  |                        |
|  | 巨頜鱷屬 Macelognathus |
|  |                        |

|  | 阿爾馬達鱷屬 Almadasuchus                                                    |
|  |                                                                              |
|  | \| \| 跳足鱷屬 Hallopus \| \| \| \| \| \| 巨頜鱷屬 Macelognathus \| \| \| \| |
|  |                                                                              |
|  | 跳足鱷屬 Hallopus                                                            |
|  |                                                                              |
|  | 巨頜鱷屬 Macelognathus                                                       |
|  |                                                                              |

|  | 跳足鱷屬 Hallopus      |
|  |                        |
|  | 巨頜鱷屬 Macelognathus |
|  |                        |

至於格里等人提出巨頜鱷可能為跳足鱷的異名的看法，萊迪等人也沒有對這個可能性加以否定。他們在論文中表示，岩相分析證實了格里等人的推論：巨頜鱷和跳足鱷的化石出土於同一地層，也就是說兩者的生存年代和地點大致是相同的；但由於沒有足夠的研究材料，對於兩者的關係還不能太早下結論。

## 延伸閱讀
- Mateus O. Foster, J. R. & Lucas, S. G. , 编. . New Mexico Museum of Natural History and Science Bulletin. 2006, 36: 223–231. ISSN 1524-4156.